# Santiago Giménez
Santiago Tomás Giménez (18. duben 2001 Buenos Aires, Argentina) je mexický profesionální fotbalista argentinského původu, který hraje na pozici útočníka za italský klub AC Milán a za mexický národní tým.

## Přestupy
- z Cruz Azul do Feyenoord za 6 000 000 Euro
- z Feyenoord do Milán za 32 000 000 Euro

## Klubová kariéra

### Cruz Azul
Giménez debutoval v dresu Cruz Azul 2. srpna 2017 v zápase mexického poháru proti Tigres UANL, který skončil remízou 1:1. O dva roky později, 28. srpna 2019, debutoval v mexické nejvyšší soutěži v utkání proti Tijuaně. Svůj první gól vstřelil 2. února 2020 v ligovém utkání proti Toluce.
V dresu Cruz Azulu odehrál Giménez dohromady 105 soutěžních utkání, v nichž vstřelil 21 branek. S mexickým týmem vyhrál v roce 2021 mexickou ligu a superpohár.

### Feyenoord
V létě 2022 přestoupil Giménez do nizozemského Feyenoordu za částku ve výši 6 milionů euro. S klubem podepsal víceletou smlouvu. V nizozemské Eredivisie debutoval 13. srpna při bezbrankové remíze s Heerenveenem. O dva týdny později se poprvé v dresu Feyenoordu střelecky prosadil, a to při ligové výhře 4:0 nad Emmenem. 8. září debutoval Giménez v evropských pohárech a v zápase Evropské ligy proti římskému Laziu se během závěrečné půlhodiny dvakrát střelecky prosadil, prohře 2:4 však zabránit nedokázal. 3. listopadu se jako střídající hráč jediným gólem rozhodl o vítězství 1:0 v odvetném utkání proti Laziu ve skupinové fázi Evropské ligy, čímž zajistil Feyenoordu první místo ve skupině a přímý postup do osmifinále soutěže. Giménez v březnu 2023 gólem rozhodl o výhře Feyenoordu 1:0 ve čtvrtfinále nizozemského poháru a střelecky se prosadil i v semifinále proti Ajaxu, v něm ale Feyenoord prohrál 1:2. V jarní části sezóny 2022/23 se Giménez stal stabilním členem základní sestavy a 15 góly v 32 ligových zápasech pomohl Feyenoordu k zisku ligového titulu.
V létě 2023 byl předmětem mnohých přestupových spekulací, o jeho služby měl zájem například anglický Manchester United či italské Lazio, Giménez se ale rozhodl v nizozemském klubu zůstat a v srpnu 2023 prodloužil smlouvu s Feyenoordem o jeden rok. 27. září Giménez zkompletoval hattrick při venkovní výhře 4:0 nad Ajaxem. Utkání De Klassiker bylo v neděli 24. září předčasně ukončeno kvůli opakovaným výtržnostem fanoušků Ajaxu; Giménez skóroval v neděli hned dvakrát a ve středeční dohrávce v aréně Johan Cruijffa zkompletoval hattrick. 21. října se střelecky prosadil v zápase proti Vitesse a prosadil se tak v osmém zápase v řadě. Giménez debutoval v Lize mistrů 25. října a dvakrát se střelecky prosadil při domácím vítězství 3:1 nad Laziem. 7. prosince při výhře Feyenoordu 3:1 nad Volendamem vstřelil Giménez svůj 31. gól v Eredivisie v kalendářním roce, čímž překonal dosavadního rekordmana Luise Suáreze, který v roce 2009 vstřelil 30 branek.

### Milán
Dne 3. února 2025 byl prodán do italského Milána, kde podepsal smlouvu na 4 roky. První utkání odehrál 5. února proti Římu (3:1). První branku vstřelil 8. února do sítě Empoli (2:0).

## Reprezentační kariéra
Přestože měl Giménez možnost reprezentovat Argentinu, rozhodl se reprezentovat Mexiko poté, co se stal naturalizovaným mexickým občanem. 27. října 2021 Giménez debutoval v mexické reprezentaci v přátelském zápase proti Ekvádoru. 8. prosince vstřelil svůj první reprezentační gól, a to v přátelském zápase proti Chile, který skončil remízou 2:2.
V červnu 2023 byl nominován na závěrečný turnaj Zlatý pohár CONCACAF. Na turnaji nastupoval zpravidla z lavičky náhradníků, střelecky se prosadil při výhře 3:1 nad Haiti v základní skupině a 17. července rozhodl v 88. minutě jediným gólem finále proti Panamě.

## Statistika

### Klubová
| Sezóna              | Klub                | Liga                | Liga   | Liga | Domácí poháry | Domácí poháry | Domácí poháry | Kontinentální poháry | Kontinentální poháry | Kontinentální poháry | Celkem | Celkem |
| Sezóna              | Klub                | Soutěž              | Zápasy | Góly | Soutěž        | Zápasy        | Góly          | Soutěž               | Zápasy               | Góly                 | Zápasy | Góly   |
| ------------------- | ------------------- | ------------------- | ------ | ---- | ------------- | ------------- | ------------- | -------------------- | -------------------- | -------------------- | ------ | ------ |
| 2019/20             | Cruz Azul           | Liga MX             | 18     | 2    | -             | 0             | 0             | LMC                  | 2                    | 0                    | 19     | 2      |
| 2020/21             | Cruz Azul           | Liga MX             | 36     | 6    | -             | 0             | 0             | LMC                  | 5                    | 0                    | 41     | 6      |
| 2021/22             | Cruz Azul           | Liga MX             | 35     | 12   | -             | 0             | 0             | LMC                  | 6                    | 0                    | 41     | 12     |
| Celkem za Cruz Azul | Celkem za Cruz Azul | Celkem za Cruz Azul | 88     | 20   | -             | 0             | 0             | -                    | 13                   | 0                    | 101    | 20     |
| 2022/23             | Feyenoord           | Eredivisie          | 32     | 15   | NP            | 4             | 3             | EL                   | 9                    | 5                    | 45     | 23     |
| 2023/24             | Feyenoord           | Eredivisie          | 30     | 23   | NP+NS         | 4+1           | 0             | LM+EL                | 4+2                  | 2+1                  | 41     | 26     |
| 2024/25             | Feyenoord           | Eredivisie          | 11     | 7    | NP+NS         | 2+1           | 2+2           | LM                   | 5                    | 5                    | 19     | 16     |
| Celkem za Feyenoord | Celkem za Feyenoord | Celkem za Feyenoord | 73     | 45   | -             | 12            | 7             | -                    | 20                   | 13                   | 105    | 65     |
| 2025                | Milán               | Serie A             | 13     | 5    | IP            | 2             | 0             | LM                   | 2                    | 1                    | 17     | 6      |
| Celkově             | Celkově             | Celkově             | 175    | 70   | -             | 14            | 7             | -                    | 35                   | 14                   | 227    | 92     |

### Reprezentační

#### Statistika na velkých turnajích
| Reprezentace | Rok     | Zápasy               | Zápasy | Zápasy    | Zápasy           | Zápasy           | Zápasy   |
| Reprezentace | Rok     | Fáze turnaje         | Datum  | Soupeř    | Odehraných minut | Vstřelené branky | Výsledek |
| ------------ | ------- | -------------------- | ------ | --------- | ---------------- | ---------------- | -------- |
| Mexico       | ZP 2023 | 1 zápas ve skupině B | 26. 6. | Honduras  | 31               | 0                | 4:0      |
| Mexico       | ZP 2023 | 2 zápas ve skupině B | 30. 6. | Haiti     | 28               | 1                | 3:1      |
| Mexico       | ZP 2023 | 3 zápas ve skupině B | 3. 7.  | Katar     | 90               | 0                | 0:1      |
| Mexico       | ZP 2023 | Čtvrtfinále          | 9. 7.  | Kostarika | 20               | 0                | 2:0      |
| Mexico       | ZP 2023 | Semifinále           | 13. 7. | Jamajka   | 27               | 0                | 3:0      |
| Mexico       | ZP 2023 | Finále               | 17. 7. | Panama    | 6                | 1                | 1:0      |
| Mexico       | CA 2024 | 1 zápas ve skupině B | 23. 6. | Jamajka   | 68               | 0                | 1:0      |
| Mexico       | CA 2024 | 2 zápas ve skupině B | 27. 6. | Venezuela | 61               | 0                | 0:1      |
| Mexico       | CA 2024 | 3 zápas ve skupině B | 1. 7.  | Ekvádor   | 90               | 0                | 0:0      |

## Úspěchy

### Klubové
- vítěz Nizezemské ligy (1x)

Feyenoord: 2022/23
- vítěz Mexického poháru (1x)

Cruz Azul: 2018
- vítěz Nizozemského poháru (1x)

Feyenoord: 2023/24
- vítěz Mexického superpoháru (1x)

Cruz Azul: 2019
- vítěz Nizozemského superpoháru (1x)

Feyenoord: 2024

### Reprezentační
- 1× účast na CA (2024)
- 1× účast na ZP (2023 – zlato)